# 沙图瓦拉二世
沙图瓦拉二世（约公元前13世纪前后在位）（英語：Shattuara II）米坦尼的胡里特人的国王之一。继承瓦萨沙塔之位，他在位期间米坦尼完全为亚述所占领，他亦被亚述人所推翻，此后米坦尼作为独立的王国遂告结束。